# 田久保尚英
田久保 尚英（たくぼ たかひで、1963年11月21日 - ）は、テレビ西日本のアナウンサー、元報道制作局アナウンス部長兼編成制作局局次長、エグゼクティブアナウンサー。

## 来歴
佐賀県東松浦郡厳木町（現：唐津市）出身。1987年3月、東洋大学卒業後の同年4月テレビ西日本に入社。
スポーツ部部長を務めていたが、2009年、高橋幸平の定年により、その後任のアナウンス部長に指名された。
『BASEBALL SPECIAL～野球道 HAWKS LIVE』（旧・BASEBALL L!VE）では、池田親興とのコンビを「チカドン・タクボの『どんたくコンビ』」と言っていた。アナウンス部長に正式就任後は帯の報道番組担当となったため、1年間スポーツ実況の現場からは離れ、スポーツのメインを川﨑聡に譲っている。
かつて、プロフィールの自己PR欄の所に「お尻の下にひく円座の穴のようなアナウンサーになりたい」と意味不明なPRをした。
1989年9月18日に『森田一義アワー 笑っていいとも!』が当時オープンしたばかりだった天神のイムズホールから全国に生放送されたが、この日は地元局の代表として田久保がテレフォンアナウンサーを務めた。
2011年からは、FNS系列アナウンサーの研修会講師も担当している。

## 出演番組

### 現在
- ももち報道K宣言!→土曜NEWSファイル CUBE→福岡NEWSファイル CUBE（2002年7月〜2009年3月28日、2015年4月4日〜2016年3月26日、2017年4月1日〜）

重大ニュースでもない限りニュースを読むことは少ないが、情報番組の司会を担当していた。2015年4月に、前任者の大谷真宏が番組を卒業するのに伴い6年ぶりに司会に復帰する。
- 各種番組ナレーション
- FNN Live News days、FNN Live News it!（いずれも主に日曜日を担当。）
- 定時ニュース（随時担当、主に平日昼・深夜を担当。）

### 過去
- ももち浜ストア（初代MC）
- ハチナビ スーパーニュース（2009年度）
- プロ野球ニュース※平和台球場及び福岡ドームの試合結果報告
- 笑っていいとも!

前述の通り、イムズホールで公開生放送を行なった（1989年9月18日）際に、テレフォンアナウンサーを務めた。
- ありがとう& さよなら夜のヒットスタジオ (1990年10月3日放送) TNCのスタジオから出演。TNCに寄せられた電話リクエストの状況のリポートを担当した。
- TNCスーパーニュース（メインキャスター休暇時の代理）
- FNNスピーク（随時、平日のローカルニュースを担当）
- 西日本新聞ニュース（随時、ローカルニュースを担当）
- FNNスピークWeekend（随時、日曜日のローカルニュースを担当）
- FNNプライムニュース デイズ（随時、主に平日・日曜日昼のローカルニュースを担当）
- FNNプライムニュース イブニング（随時、主に日曜日のローカルニュースを担当）
- ももち浜S特報ライブ（ナレーション、山口喜久一郎 休暇時の代理）
- 報道ワイド 記者のチカラ（ナレーション）
- 玉竜旗高校剣道大会（実況）
- プロ野球中継（福岡ソフトバンクホークス戦実況）